# Four Friends
Four Friends is een Amerikaanse dramafilm uit 1981 onder regie van Arthur Penn.

## Verhaal
In het begin van de jaren '60 gaan vier arbeiderskinderen uit een klein industriestadje elk hun eigen weg na de middelbare school. Aan het eind van dat decennium zien ze elkaar terug.

## Rolverdeling
| Acteur             | Personage              |
| ------------------ | ---------------------- |
| Craig Wasson       | Danilo                 |
| Jodi Thelen        | Georgia                |
| Michael Huddleston | David                  |
| Jim Metzler        | Tom                    |
| Scott Hardt        | Jonge Danilo           |
| Elizabeth Lawrence | Mevrouw Prozor         |
| Miklos Simon       | Mijnheer Prozor        |
| Michael Kovacs     | Buurman van de Prozors |
| Beatrice Fredman   | Mevrouw Zoldos         |
| Pier Calabria      | Dirigent               |
| Zaid Farid         | Rudy                   |
| David Graf         | Gergley                |
| Felix Shuman       | Directeur              |
| George Womack      | Mijnheer Bellknap      |
| Todd Isaacson      | Laatstejaars           |